# Provincia de Zagora
La provincia de Zagora es la más grande de la région Draa-Tafilalet. Se extiende por una superficie de 22 215 km² y cuenta con dos comunas urbanas y 23 communas rurales. Sus 285 000 habitantes viven principalmente en el medio rural. Su capital es la ciudad de Zagora.
Su relieve, compuesto de valles, montañas y bosques (especialmente variedades de acacias), y llanuras desérticas, la provincia es rica en contrastes. A las dunas de arena del Este, se enfrentan los palmerales más vastos de África y el río Draa en el centro.

## División administrativa
La provincia de Zagora consta de 2 municipios y 22 comunas:

### Municipios
- Agdz
- Zagora

### Comunas
| - Afella N'Dra - Afra - Ait Boudaoud - Bleida - Bni Zoli - Bouzeroual - Errouha - Fezouata - Ktaoua - Mezguita - M'Hamid El Ghizlane | - N'Kob - Oulad Yahia Lagraire - Taftechna - Taghbalte - Tagounite - Tamegroute - Tamezmoute - Tansifte - Tazzarine - Ternata - Tinzouline |